# Сузана Трнинић
Сузана Трнинић (Беч, 10. август 1973) српска је новинарка и ТВ водитељка.
Дипломирала је на Факултету политичких наука Универзитета у Београду, на тему „Грађење имиџа политичких лидера у изборним кампањама”, на предмету Политички маркетинг. Претходно је дипломирала на Вишој Учитељској школи у Шапцу.
Од 1996. године новинарско искуство градила је у разним дневним и месечним новинама, као и у агенцији Бета. Као репортерка извештавала је током скупштинских заседања, грађанских и студентских демонстрација.
Била је водитељка емисија „Кажипрст” на Б92, „Одговор” на ТВ Прва  и „Инсајдер дебата” на Инсајдер ТВ.
Године 2012. добила је награду магазина Статус за новинарку године.  Међу професионалним успесима се издваја извештај који је утицао на измене Закона о породици.
У октобру 2024. године из личних разлога напустила је редакцију Инсајдера.